# 547
547 (DXLVII) je bilo navadno leto, ki se je po julijanskem koledarju začelo na torek.

## Dogodki
- 1. januar

## Rojstva
- Fokas, bizantinski cesar († 610)